# Szczuroskoczek zaginiony
Szczuroskoczek zaginiony (Dipodomys gravipes) – gatunek ssaka podrodziny szczuroskoczków (Dipodomyinae) w obrębie rodziny karłomyszowatych (Heteromyidae).

## Zasięg występowania
Szczuroskoczek zaginiony występuje w północno-zachodnim Meksyku na przybrzeżnych równinach północno-zachodniej Kalifornii Dolnej.

## Taksonomia
Gatunek po raz pierwszy naukowo opisał w 1925 roku amerykański zoolog Laurence Markham Huey nadając mu nazwę Dipodomys gravipes. Holotyp pochodził z obszaru 2 mi (3 km) na zachód od Santo Domingo Mission (30°45’N, 115°58’W), w Kalifornii Dolnej, w Meksyku.
Na podstawie analiz sekwencji molekularnych D. gravipes należy do grupy gatunkowej heermanni, wraz z D. heermanni, D. panamintinus, D. microps, D. ingens i D. stephensi, do którego jest najbardziej podobny. Autorzy Illustrated Checklist of the Mammals of the World uznają ten takson gatunek monotypowy.

### Etymologia
- Dipodomys: gr. δίποδος dipodos „dwunożny”, od δι- di- „podwójnie”, od δις dis „dwa razy”, od δυο duo „dwa”; πους pous, ποδος podos „stopa”; μυς mus, μυός muos „mysz”[8][9].
- gravipes: łac. gravis „ciężki, silny”; pes, pedis „stopa”, od gr. πους pous, ποδος podos „stopa”[9].

## Morfologia
Długość ciała (bez ogona) samic 126–130 mm, samców 129–132 mm, długość ogona 168–180 mm, długość ucha 11–16 mm, długość tylnej stopy 44–45 mm; masa ciała (średnia z dwóch populacji) samic 79 i 85 g, samców 81 i 91 g.

## Ekologia
Jest to nocny gatunek, żyjący na terenach występowania kaktusów. Młode rodzą się w okresie kilku miesięcy, jednak najliczniej zimą i wiosną.

## Status zagrożenia i ochrona
Szczuroskoczek zaginiony nie toleruje terenów rolniczych, co w połączeniu ze zniszczeniem w ciągu ostatnich 20 lat terenów, na których występuje sprawiło, że gatunek ten jest krytycznie zagrożony; niekiedy bywał wręcz nawet uznawany za wymarły. W 2017 roku grupa badaczy z San Diego Natural History Museum (The Nat) oraz Terra Peninsular A.C. odkryła występowanie gatunku na terenie Kalifornii Dolnej.